# Валяницы
Валя́ницы (ижор. Voloitsa) — деревня в Вистинском сельском поселении Кингисеппского района Ленинградской области.

## История
Впервые упоминается в Писцовой книге Водской пятины 1500 года как сельцо Вонялици у моря в Каргальском погосте Копорского уезда.
Затем как деревня Volänitza by в Каргальском погосте (западной половине) в шведских «Писцовых книгах Ижорской земли» 1618—1623 годов.
На карте Ингерманландии А. И. Бергенгейма, составленной по шведским материалам 1676 года, она обозначена как деревня Wållonitsby.
На шведской «Генеральной карте провинции Ингерманландии» 1704 года — как Wälonotz.
Как деревня Вялоницы она обозначена на «Географическом чертеже Ижорской земли» Адриана Шонбека 1705 года.
Под названием Валоницы она упомянута на карте Ингерманландии А. Ростовцева 1727 года.
На карте Санкт-Петербургской губернии Ф. Ф. Шуберта 1834 года обозначена как деревня Валяницы.

ВАЛЯНИЦЫ — деревня принадлежит майорше Ермаковой, число жителей по ревизии: 31 м. п., 55 ж. п. (1838 год)

В пояснительном тексте к этнографической карте Санкт-Петербургской губернии П. И. Кёппена 1849 года она записана как деревня Wolotza (Воляницы, Воло́ницы) и указано количество её жителей на 1848 год: ингерманландцев-эвремейсов — 8 м. п., 9 ж. п., всего 17 человек, ижоры — 32 м. п., 40 ж. п., всего 72 человека. Ижоры относились к православному Сойкинскому Николаевскому приходу, эвремейсы — к лютеранскому приходу Сойккола.
На карте профессора С. С. Куторги 1852 года упоминается как деревня Валяниц.

ВОЛЯНИЦЫ — деревня жены майора Ермаковой, 10 вёрст по почтовой, а остальное по просёлкам, число дворов — 9, число душ — 35 м. п. (1856 год)

ВАЛЯНИЦЫ — деревня, число жителей по X-ой ревизии 1857 года: 57 м. п., 59 ж. п., всего 116 чел.

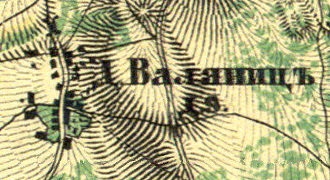
Деревня Валяницы на карте 1860 года

Согласно «Топографической карте частей Санкт-Петербургской и Выборгской губерний» в 1860 году деревня Валяницы состояла из 9 крестьянских дворов.

ВОЛЯНИЦЫ (ВОЛОЦ) — деревня владельческая при Финском заливе и колодцах, число дворов — 14, число жителей: 39 м. п., 42 ж. п.; Две часовни. (1862 год)

ВАЛЯНИЦЫ — деревня, по земской переписи 1882 года: семей — 20, в них 42 м. п., 57 ж. п., всего 99 чел.

ВАЛЯНИЦЫ — деревня, число хозяйств по земской переписи 1899 года — 21, число жителей: 65 м. п., 61 ж. п., всего 126 чел.;
 разряд крестьян: бывшие владельческие; народность: русская — 21 чел., финская — 102 чел., смешанная — 3 чел.

В конце XIX — начале XX века деревня административно относилась к Лужицской волости 2-го стана Ямбургского уезда Санкт-Петербургской губернии. Население деревни было исключительно ижорским.
По данным «Памятной книжки Санкт-Петербургской губернии» за 1905 год деревня называлась Воляницы или Волоц.
В 1917 году деревня Валяницы входила в состав Лужицкой волости Ямбургского уезда.
С 1917 по 1924 год деревня Валяницы входила в состав Валеницкого сельсовета Сойкинской волости Кингисеппского уезда.
С 1924 года в составе Андреевщинского сельсовета.
Согласно данным переписи населения СССР 1926 года в деревне Валяницы проживали 128 человек, большинство ижоры, а также русские.
С 1927 года в составе Котельского района.
С 1928 года в составе Сойкинского сельсовета. В 1928 году население деревни Валяницы также составляло 128 человек.

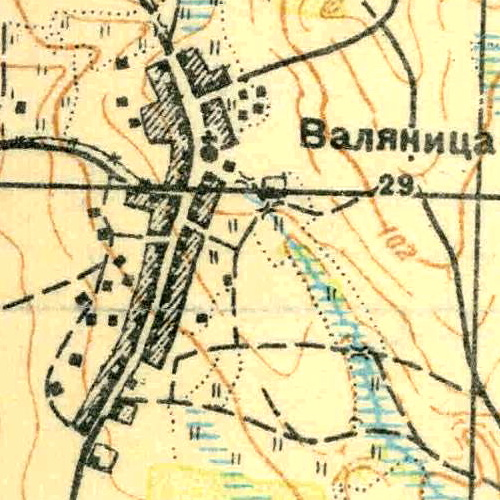
План деревни Валяницы. 1930 год

Согласно топографической карте 1930 года деревня называлась Валяница и насчитывала 29 дворов, в центре деревни находилась часовня.
С 1931 года в составе Кингисеппского района.
По данным 1933 года деревня Валяницы входила в состав Горковского сельсовета Кингисеппского района.
C 1 августа 1941 года по 28 февраля 1944 года деревня находилась в оккупации.
В 1958 году население деревни Валяницы Сойкинского сельсовета составляло 6 человек.
По данным 1966, 1973 и 1990 годов деревня Валяницы также входила в состав Сойкинского сельсовета Кингисеппского района.
В 1997 году в деревне Валяницы проживал 71 человек, деревня входила в состав Сойкинской волости с административным центром в деревне Вистино, в 2002 году — 65 человек (русские — 91 %), в 2007 году — 51 человек.

## География
Деревня расположена в северной части района на автодороге 41А-007 (Санкт-Петербург — Ручьи).
Расстояние до административного центра поселения — 1,5 км.
Расстояние до ближайшей железнодорожной платформы Косколово — 16,5 км.
Деревня находится на Сойкинском полуострове у побережья Финского залива.

## Демография
| 1862 | 2007 | 2010 | 2017 |
| ---- | ---- | ---- | ---- |
| 81   | ↘51  | ↗87  | ↘68  |

### Национальный состав
Согласно данным Всероссийской переписи населения 2021 года в деревне проживали 38 человек, из них:
 русские — 28, ижорцы — 7, украинцы — 1, другие национальности — 2 человека.

## Достопримечательности
- Городище в 0,5 км к западу от деревни, грунтовый могильник в 0,5 км к западу от деревни и группа каменных куч в 1 км к западу от южной оконечности деревни[35].

## Улицы
2-й проезд, Восточная, Лужская, Новая, Пограничная, Полевая, Сосновая, Финская.